# Kevin Boland
Kevin Boland (irisch: Caoimhín Ó Beolláin; * 15. Oktober 1917 in Dublin; † 23. September 2001 ebenda) war ein irischer Politiker der Fianna Fáil, der von 1957 bis 1970 Mitglied des Unterhauses (Dáil Éireann) und mehrfach Minister war. Nach seinem Austritt aus der Fianna Fáil war er von 1971 bis 1976 Gründungsvorsitzender der Partei Aontacht Éireann.

## Leben

### Abgeordneter und Minister
Boland stammte aus einer Politikerfamilie. Sein Vater Gerald Boland war Mitbegründer der Fianna Fáil und ebenfalls Mitglied des Dáil Éireann sowie mehrmals Minister, während sein Onkel Harry Boland Vorsitzender der Irischen Republikanischen Bruderschaft und einige Jahre Mitglied des Dáil Éireann waewar.
Er selbst war nach einem Studium zunächst als Bauingenieur tätig und begann seine politische Laufbahn als Kandidat der Fianna Fáil bei den Wahlen am 30. Mai 1951 sowie am 14. Mai 1954 im Wahlkreis Dublin County als er jeweils erfolglos für ein Mandat im Unterhaus kandidierte. Bei den darauf folgenden 5. März 1957 wurde er dann erstmals zum Mitglied des Dáil Éireann gewählt und vertrat diesem nunmehr nach seinen Wiederwahlen am 4. Oktober 1961 und 7. April 1965 zunächst den Wahlkreis Dublin County. Bei den Wahlen vom 18. Juni 1969 wurde er schließlich im Wahlkreis Dublin County South wieder zum Mitglied des Unterhauses gewählt, dem er bis zu seinem Rücktritt am 4. November 1970 angehörte.
Bereits nach seiner erstmaligen Wahl zum Abgeordneten wurde er am 20. März 1957 von Premierminister (Taoiseach) Éamon de Valera zum Verteidigungsminister berufen und bekleidete dieses Amt auch unter de Valeras Nachfolger Seán Lemass bis zum 11. Oktober 1961. Im Rahmen einer Regierungsumbildung ernannte ihn Lemass dann zum Minister für soziale Wohlfahrt und behielt dieses Amt bis zum Ende von Lemass Amtszeit am 10. November 1966.
Dessen Nachfolger als Taoiseach, Jack Lynch, ernannte ihn zunächst zum Minister für Lokalverwaltung, ehe er bei einer erneuten Kabinettsumbildung am 18. Juni 1969 Minister für Lokalverwaltung und Minister für soziale Wohlfahrt wurde. Von diesen Regierungsämtern trat er am 5. Mai 1970 zurück. Grund für seinen Rücktritt war, dass er gegen die von Premierminister Lynch vorgenommene Entlassung von Finanzminister Charles J. Haughey und Landwirtschaftsminister Neil Blaney wegen der sogenannten irischen Waffen-Krise protestierte. Am 4. November 1970 legte er darüber hinaus auch sein Mandat im Unterhaus nieder.

### Austritt aus der Fianna Fáil und Vorsitzender der Aontacht Éireann
Kurz darauf trat er aus der Fianna Fáil aus und gründete stattdessen 1971 die Aontacht Éireann (Irische Einheit), die allerdings bei den darauf folgenden Wahl landesweit nur auf 1 Prozent der Wählerstimmen kam. Boland blieb bis 1976 Parteivorsitzender der schließlich 1984 aufgelösten Aontacht Éireann.
Als solcher kandidierte er für diese Partei jeweils ohne Erfolg bei den Wahlen vom 28. Februar 1973 in seinem bisherigen Wahlkreis Dublin County South sowie am 10. Juni 1976 bei einer durch den Tod von Noel Lemass, Jr. notwendig gewordenen Nachwahl (By-election) im Wahlkreis Dublin South West, die jedoch Brendan Halligan von der Irish Labour Party (ILP) für sich entscheiden konnte.
Nach der Auflösung der Aontacht Éireann bewarb sich Boland bei den Wahlen vom 11. Juni 1981 als Parteiloser im Wahlkreis Dublin South West für den Wiedereinzug in den Dáil Éireann, unterlag aber auch diesmal wieder. Zuletzt kandidierte bei der Europawahl 1989 für die Wahlregion Leinster ebenfalls ohne Erfolg für ein Mandat im Europäischen Parlament.